# Viola phitosiana
Viola phitosiana är en violväxtart som beskrevs av M. Erben. Viola phitosiana ingår i släktet violer, och familjen violväxter. Inga underarter finns listade i Catalogue of Life.